# Мошнино (Старицкий район)
Мошнино — опустевшая деревня в Старицком районе Тверской области. Входит в состав Ново-Ямского сельского поселения.

## География
Находится в южной части Тверской области на расстоянии приблизительно 11 км на юг-юго-восток от районного центра города Старица.

## История
Упоминается как пустошь в 1670 году. Но еще в 1625 году в деревне был двор с 5 людьми, "вышедших из-за рубежа". Оказалось, что еще в начале XVII века карелы, поселившиеся в приделах Мичковского прихода, числились за Троицким монастырем. Деревня была отмечена также на карте 1825 года. В 1859 году здесь (сельцо Мошинино Старицкого уезда) было учтено 12 дворов, в 1941 году — 15.

## Население
Численность населения: 140 человек (1859 год), 1 (русские 100 %) в 2002 году, 0 в 2010.